# Molliens-Dreuil
Molliens-Dreuil és un municipi francès situat al departament del Somme i a la regió dels Alts de França. L'any 2007 tenia 888 habitants.

## Demografia

### Població

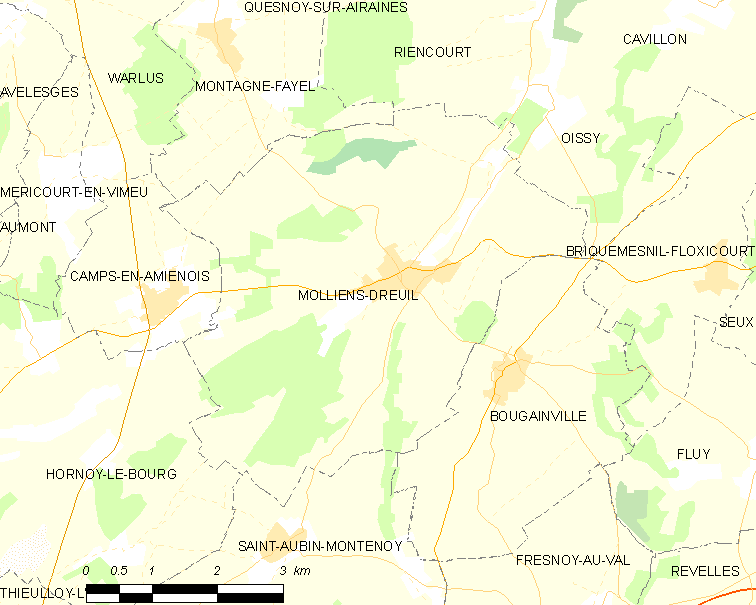
mapa del municipi

El 2007 la població de fet de Molliens-Dreuil era de 888 persones. Hi havia 345 famílies de les quals 70 eren unipersonals (33 homes vivint sols i 37 dones vivint soles), 123 parelles sense fills, 123 parelles amb fills i 29 famílies monoparentals amb fills.
La població ha evolucionat segons el següent gràfic:
Habitants censats

### Habitatges
El 2007 hi havia 383 habitatges, 346 eren l'habitatge principal de la família, 15 eren segones residències i 23 estaven desocupats. 351 eren cases i 30 eren apartaments. Dels 346 habitatges principals, 286 estaven ocupats pels seus propietaris, 55 estaven llogats i ocupats pels llogaters i 5 estaven cedits a títol gratuït; 1 tenia una cambra, 11 en tenien dues, 36 en tenien tres, 87 en tenien quatre i 210 en tenien cinc o més. 258 habitatges disposaven pel capbaix d'una plaça de pàrquing. A 147 habitatges hi havia un automòbil i a 171 n'hi havia dos o més.

### Piràmide de població
La piràmide de població per edats i sexe el 2009 era:
| Homes | Edats   | Dones |
| ----- | ------- | ----- |
| 0     | 95 o +  | 0     |
| 0     | 90 a 94 | 0     |
| 0     | 85 a 89 | 0     |
| 4     | 80 a 84 | 8     |
| 16    | 75 a 79 | 28    |
| 28    | 70 a 74 | 24    |
| 16    | 65 a 69 | 32    |
| 20    | 60 a 64 | 12    |
| 4     | 55 a 59 | 20    |
| 28    | 50 a 54 | 20    |
| 52    | 45 a 49 | 24    |
| 16    | 40 a 44 | 40    |
| 40    | 35 a 39 | 36    |
| 12    | 30 a 34 | 24    |
| 36    | 25 a 29 | 12    |
| 28    | 20 a 24 | 24    |
| 32    | 15 a 19 | 32    |
| 36    | 10 a 14 | 36    |
| 36    | 5 a 9   | 32    |
| 16    | 0 a 4   | 24    |

## Economia

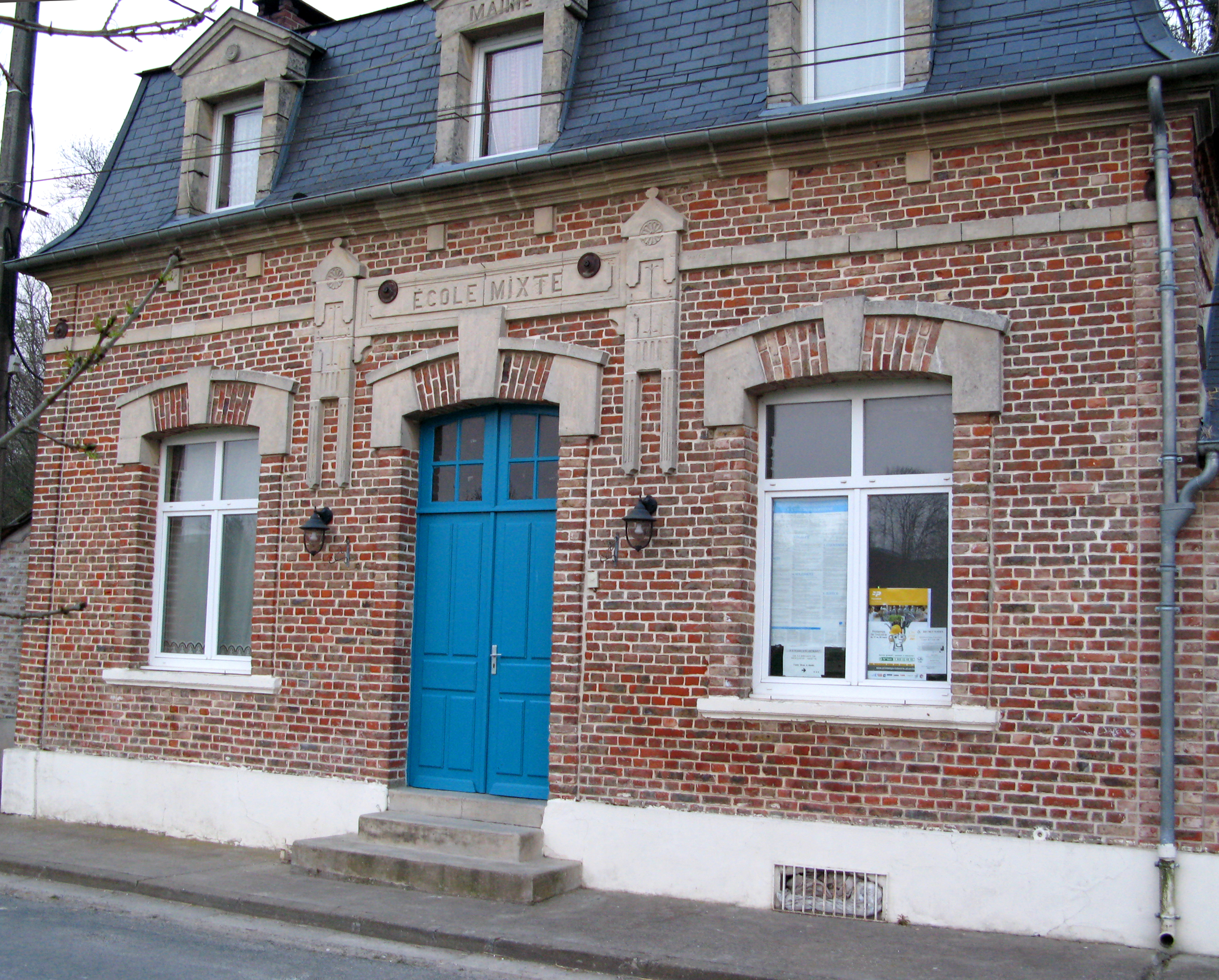

El 2007 la població en edat de treballar era de 585 persones, 422 eren actives i 163 eren inactives. De les 422 persones actives 387 estaven ocupades (209 homes i 178 dones) i 36 estaven aturades (19 homes i 17 dones). De les 163 persones inactives 45 estaven jubilades, 61 estaven estudiant i 57 estaven classificades com a «altres inactius».

### Ingressos
El 2009 a Molliens-Dreuil hi havia 345 unitats fiscals que integraven 872,5 persones, la mediana anual d'ingressos fiscals per persona era de 17.937 €.

### Activitats econòmiques

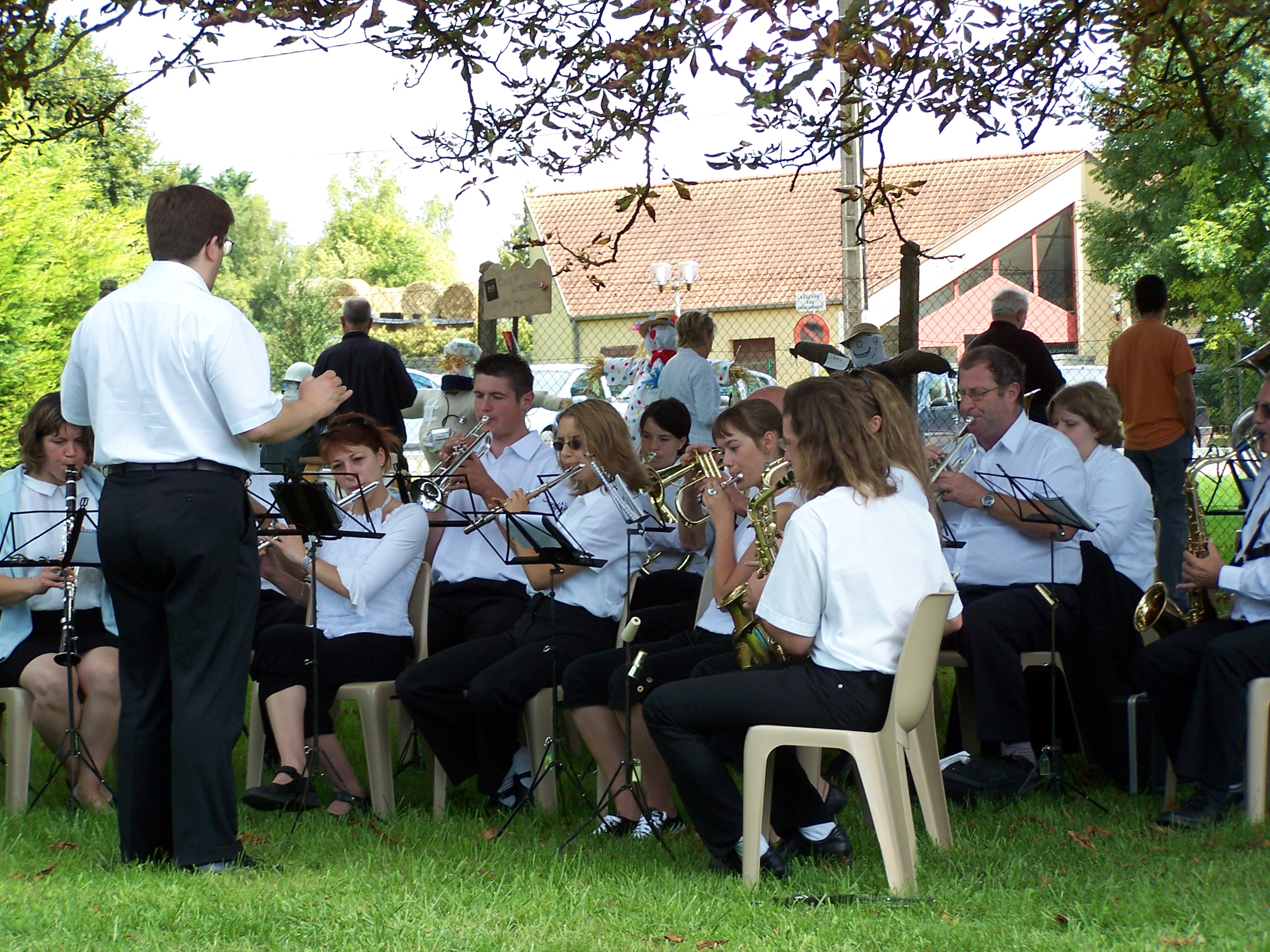

Dels 35 establiments que hi havia el 2007, 2 eren d'empreses extractives, 2 d'empreses alimentàries, 5 d'empreses de construcció, 6 d'empreses de comerç i reparació d'automòbils, 2 d'empreses de transport, 2 d'empreses d'hostatgeria i restauració, 1 d'una empresa d'informació i comunicació, 1 d'una empresa financera, 1 d'una empresa immobiliària, 2 d'empreses de serveis, 9 d'entitats de l'administració pública i 2 d'empreses classificades com a «altres activitats de serveis».
Dels 11 establiments de servei als particulars que hi havia el 2009, 1 era una oficina de correu, 1 una oficina bancària, 1 taller de reparació d'automòbils i de material agrícola, 1 autoescola, 1 paleta, 1 fusteria, 2 lampisteries, 1 electricista, 1 perruqueria i 1 restaurant.
Dels 5 establiments comercials que hi havia el 2009, 1 era una gran superfície de material de bricolatge, 1 una botiga de menys de 120 m², 2 carnisseries i 1 una joieria.
L'any 2000 a Molliens-Dreuil hi havia 16 explotacions agrícoles que ocupaven un total de 639 hectàrees.

## Equipaments sanitaris i escolars
El 2009 hi havia 1 farmàcia i 1 ambulància.
El 2009 hi havia una escola elemental.

## Poblacions més properes
El següent diagrama mostra les poblacions més properes.